# Manoir des Champeaux
Le manoir des Champeaux est un édifice situé à Saint-Germain-de-Montgommery, en France.

## Localisation
Le monument est situé dans le département français du Calvados, à l'ouest du territoire de Saint-Germain-de-Montgommery.

## Architecture
L'entrée à deux tourelles cylindriques et le corps de logis sont inscrits au titre des Monuments historiques depuis le 9 septembre 1933, les façades et les toitures de l'ancien colombier, transformé en fabrique au XIXe siècle, depuis le 6 octobre 1993.